# Uwe Michael Lang
Uwe Michael Lang CO (* 18. Oktober 1972 in Nürnberg) ist ein römisch-katholischer Priester und gehört der Kongregation des Oratoriums des hl. Philipp Neri an.

## Leben
Uwe Michael Lang studierte Theologie und Klassische Philologie in München, Oxford und Wien. 1997 trat er zur katholischen Kirche über. 1999 promovierte er in Oxford und wurde in die Kongregation vom Oratorium des heiligen Philipp Neri zu Wien aufgenommen. Seit 2002 ist er Mitglied des Londoner Oratoriums. Im Jahre 2004 empfing er die Priesterweihe und war bis 2007 in der Pfarr- und Schulseelsorge tätig.
Von Juli 2007 bis April 2008 war Lang Mitarbeiter der Päpstlichen Kommission für die Kulturgüter der Kirche, danach bis Juni 2012 Mitarbeiter der Kongregation für den Gottesdienst und die Sakramentenordnung. Im September 2008 berief ihn Papst Benedikt XVI. zum Konsultor des Amtes für die Liturgischen Feiern des Papstes (bis September 2013).
Von 2007 bis 2012 war Lang Dozent und von 2008 bis 2011 Koordinator des Master-Studiengangs Architektur, Sakralkunst und Liturgie an der Università Europea di Roma/Ateneo Pontificio Regina Apostolorum. Im Studienjahr 2011/2012 lehrte er als Professore incaricato Geschichte des christlichen Gottesdienstes und Hagiographie am Pontificio Istituto di Archeologia Cristiana.
Seit April 2010 ist Lang Mitglied des Comité Científico Internacional, Sección de Estudios Litúrgicos Medievales, Centro de Estudios Filosóficos Medievales, Universidad Nacional de Cuyo, Mendoza, Argentinien, außerdem seit Dezember 2011 Magistralkaplan des Souveränen Malteserordens. Von September 2012 bis August 2018 war er Lecturer für Theologie (Schwerpunkt Kirchengeschichte und historische Theologie) am Heythrop College, University of London.
Lang ist seit September Herausgeber von Antiphon: A Journal for Liturgical Renewal und Board Member der Society for Catholic Liturgy. Seit Oktober 2012 ist er Pfarrer der Oratory Parish (Immaculate Heart of Mary) und ist in der Krankenhausseelsorge am Chelsea and Westminster Hospital tätig. Seit September 2013 lehrt er am Allen Hall Seminary und ist Associate Staff (Lecturer und Coursebook Writer) am Maryvale Institute, Birmingham.
Seit März 2015 ist Lang Vice Provost (Vicarius) des Londoner Oratoriums.
Er veröffentlicht vor allem zur Patrologie und Liturgiewissenschaft.

## Schriften
- John Philoponus and the Controversies over Chalcedon in the Sixth Century. A Study and Translation of the Arbiter (= Spicilegium Sacrum Lovaniense 47). Peeters. Leuven 2001, ISBN 978-90-429-1024-9.
- Conversi ad Dominum. Zu Geschichte und Theologie der christlichen Gebetsrichtung, mit einem Geleitwort von Joseph Kardinal Ratzinger (= Neue Kriterien 5). Johannes Verlag Einsiedeln, Freiburg 2003, ISBN 3-89411-384-7 (englische Version: Turning Towards the Lord: Orientation in Liturgical Prayer, außerdem auf Italienisch, Französisch, Spanisch, Ungarisch, Kroatisch, Niederländisch und Tschechisch übersetzt).
- Die Stimme der betenden Kirche: Überlegungen zur Sprache der Liturgie. Übersetzung von U. Spengler. Johannes Verlag Einsiedeln, Freiburg i. Br. 2012, ISBN 978-1-58617-720-1, (englisches Original: The Voice of the Church at Prayer: Reflections on Liturgy and Language, auch auf Italienisch verfügbar).
- Signs of the Holy One: Liturgy, Ritual and the Expression of the Sacred. Ignatius Press, San Francisco 2015, ISBN 978-1-62164-007-3.
- Votive Masses of the Holy Face of Christ in Early Printed Diocesan Missals. In: Mediaeval Studies 79 (2017), S. 165–203.

als Herausgeber
- Die Anaphora von Addai und Mari: Studien zu Eucharistie und Einsetzungsworten. Nova & vetera, Bonn 2007, ISBN 978-3-936741-39-1.
- The Genius of the Roman Rite: Historical, Theological and Pastoral Perspectives on Catholic Liturgy. Proceedings of the 2006 Oxford CIEL Colloquium. Hillenbrand Books, Chicago 2010, ISBN 978-1-59525-031-5.
- Authentic Liturgical Renewal in Contemporary Perspective: Proceedings of the Sacra Liturgia Conference held in London, 5th – 8th July 2016. Bloomsbury T&T Clark, London 2017, ISBN 978-0-567-67845-4.
- The Fullness of Divine Worship: The Sacred Liturgy and Its Renewal. The Catholic University of America Press, Washington, DC 2018, ISBN 978-0-8132-3139-6.